# Gondreville (Oise)
Gondreville és un municipi francès, situat al departament de l'Oise i a la regió dels Alts de França. L'any 2007 tenia 237 habitants.

## Demografia

### Població
El 2007 la població de fet de Gondreville era de 237 persones. Hi havia 84 famílies de les quals 16 eren unipersonals (12 homes vivint sols i 4 dones vivint soles), 28 parelles sense fills i 40 parelles amb fills.
La població ha evolucionat segons el següent gràfic:
Habitants censats

### Habitatges
El 2007 hi havia 97 habitatges, 89 eren l'habitatge principal de la família, 4 eren segones residències i 4 estaven desocupats. 89 eren cases i 8 eren apartaments. Dels 89 habitatges principals, 71 estaven ocupats pels seus propietaris, 16 estaven llogats i ocupats pels llogaters i 2 estaven cedits a títol gratuït; 5 tenien una cambra, 3 en tenien dues, 7 en tenien tres, 22 en tenien quatre i 51 en tenien cinc o més. 63 habitatges disposaven pel capbaix d'una plaça de pàrquing. A 27 habitatges hi havia un automòbil i a 55 n'hi havia dos o més.

### Piràmide de població
La piràmide de població per edats i sexe el 2009 era:
| Homes | Edats   | Dones |
| ----- | ------- | ----- |
| 0     | 95 o +  | 0     |
| 0     | 90 a 94 | 0     |
| 0     | 85 a 89 | 4     |
| 0     | 80 a 84 | 4     |
| 4     | 75 a 79 | 4     |
| 0     | 70 a 74 | 0     |
| 0     | 65 a 69 | 0     |
| 4     | 60 a 64 | 4     |
| 4     | 55 a 59 | 0     |
| 12    | 50 a 54 | 8     |
| 16    | 45 a 49 | 16    |
| 8     | 40 a 44 | 8     |
| 16    | 35 a 39 | 12    |
| 4     | 30 a 34 | 0     |
| 4     | 25 a 29 | 4     |
| 24    | 20 a 24 | 20    |
| 4     | 15 a 19 | 20    |
| 24    | 10 a 14 | 12    |
| 8     | 5 a 9   | 8     |
| 0     | 0 a 4   | 8     |

## Economia
El 2007 la població en edat de treballar era de 170 persones, 133 eren actives i 37 eren inactives. De les 133 persones actives 125 estaven ocupades (71 homes i 54 dones) i 7 estaven aturades (2 homes i 5 dones). De les 37 persones inactives 12 estaven jubilades, 12 estaven estudiant i 13 estaven classificades com a «altres inactius».

### Ingressos
El 2009 a Gondreville hi havia 77 unitats fiscals que integraven 215 persones, la mediana anual d'ingressos fiscals per persona era de 23.950 €.

### Activitats econòmiques
Dels 5 establiments que hi havia el 2007, 1 era d'una empresa de comerç i reparació d'automòbils, 1 d'una empresa de transport, 1 d'una empresa d'hostatgeria i restauració, 1 d'una empresa de serveis i 1 d'una entitat de l'administració pública.
L'únic servei als particulars que hi havia el 2009 era un restaurant.

## Equipaments sanitaris i escolars
El 2009 hi havia una escola elemental integrada dins d'un grup escolar amb les comunes properes formant una escola dispersa.

## Poblacions més properes
El següent diagrama mostra les poblacions més properes.